# Xã Nesheim, Quận Nelson, Bắc Dakota
Xã Nesheim (tiếng Anh: Nesheim Township) là một xã thuộc quận Nelson, tiểu bang Bắc Dakota, Hoa Kỳ. Năm 2010, dân số của xã này là 43 người.